# SBS문화재단
SBS문화재단은 (주)SBS의 방송이념인 ‘건강한 방송, 건강한 사회’의 구현을 위하여 방송, 언론, 사회, 문화, 교육, 학술분야의 발전을 위한 사업을 실시하기 위하여 1993년 10월 25일 설립된 문화체육관광부 소관의 재단법인이다. 사무실은 서울특별시 강서구 양천로 442에 있다.

## 주요 사업
- 방송․언론의 발전을 위한 국내외 연구지원
- 방송 전문 인력 양성
- 건전한 청소년 문화 선양을 위한 지원
- 문화․예술 활동 창달 사업 및 지원
- 스포츠 진흥을 위한 지원, 장학사업
- 교육․과학분야 우수인재양성 지원

## 이사진 (2014년 기준)
- 윤세영(이사장) : SBS미디어그룹 명예회장
- 김영석 : 연세대학교 언론홍보 영상학부 교수
- 김일순 : 연세대학교 명예교수, (사)한국골든에이지포럼 공동대표 회장
- 안병훈 : 도서출판 기파랑 대표, 통일과나눔재단 이사장
- 오지철 : 법무법인 율촌 고문, 前 TV조선 대표이사
- 오택섭: 고려대학교 미디어학부 명예교수
- 이현구 : 서울대학교 명예교수, 前 한국과학기술한림원 원장
- 정해창 : 변호사, 前 법무부 장관
- 이덕주(감사): 도서출판 에디터 회장
- 강훈(감사): 법무법인 바른 대표변호사